# Palaiologosz Eudokia trapezunti császárné
Palaiologosz Eudokia (1264/1265 – 1301./1302. december 13.), görögül: Ευδοκία Παλαιολογίνα, bizánci császári hercegnő, trapezunti császárné. A Palaiologosz-házból származott. II. Alexiosz trapezunti császár édesanyja és VIII. Mihály bizánci császár lánya, valamint Árpád-házi Anna bizánci császárné sógornője.

## Élete

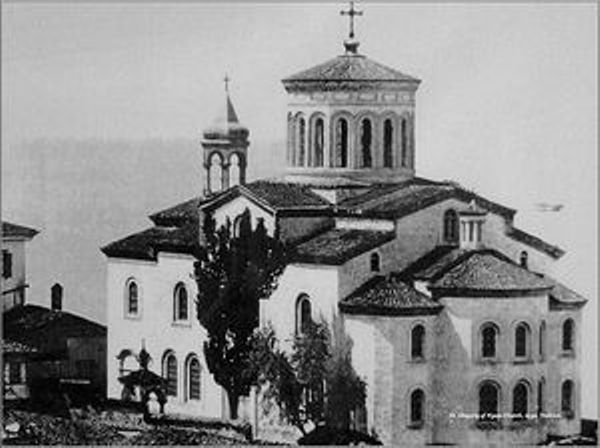
A Nüsszai Szent Gergely székesegyház, Trabzonban 1900 körül

Apja VIII. Mihály bizánci császár, édesanyja Vatatzész Teodóra, IV. Ióannész bizánci császár másodfokú unokatestvére.
A bizánci belső kapcsolatok a Bizánci Birodalom 1204-es széthullásakor is megmaradtak, mikor Konstantinápolyt a IV. keresztes hadjáratban a nyugatiak elfoglalták, és ezt sok esetben házasságokkal is megpecsételték. Ennek a hagyománynak volt a folytatása, hogy Konstantinápolyban 1282. szeptember vagy december körül feleségül ment II. (Komnénosz) János trapezunti császárhoz. Nem sokkal a lánya esküvője után, 1282. december 11-én meghalt VIII. Mihály bizánci császár, majd pedig a következő évben, 1283. április 25-én a férje, II. János trapezunti császár Trapezuntba viszi Eudokiát, ahol azon év őszén megszületik a trónörökös, a későbbi II. Alexiosz.

## Gyermekei
- Férjétől, II. (Komnénosz) János (1262/63–1297) trapezunti császártól, 2 fiú:
  - Alexiosz (1283–1330), II. Alexiosz néven 1297-től trapezunti császár, 1. felesége Dzsakeli Dzsiadzsak (1283 körül–1320 előtt)  szamchei (meszheti) hercegnő, 6 gyermek, 2. felesége Bagrationi Dzsiadzsak (Dzsigda-Hatun/i/) (1288 körül–1330 után) grúz királyi hercegnő, nem születtek újabb gyermekei, összesen 6 gyermek
  - Mihály (1284/85–1355 után), 1341-ben és 1344-től 1349-ig I. Mihály néven trapezunti császár, felesége Akroploitész N. (–1341 előtt), Kónsztantinosz Akropolitész lánya, 1 fiú